# Nicolas Dieuze
Nicolas Dieuze (Albi, 7 febbraio 1979) è un ex calciatore francese, di ruolo centrocampista.